# بيدرو موريرا (لاعب كرة قدم)
بيدرو موريرا (بالبرتغالية: Pedro Jorge Ramos Moreira‏) هو لاعب كرة قدم برتغالي، ولد في 16 يناير 1983 في لشبونة في البرتغال. شارك مع منتخب الرأس الأخضر لكرة القدم. أما مع النوادي، فقد لعب مع أتليتيكو كلوب دي برتغال وأونياو ليريا وإشتوريل برايا ولوليتيانو ونادي بايرنسيه ونادي فاتيما ونافال ونيا سلاميس فاماغوستا.

## وصلات خارجية
- بيدرو موريرا (لاعب كرة قدم) على موقع قاعدة بيانات كرة القدم.إي يو (الإنجليزية)
- بيدرو موريرا (لاعب كرة قدم) على موقع ناشيونال فوتبول تيمز (الإنجليزية)
- بيدرو موريرا (لاعب كرة قدم) على موقع Soccerway.com (الإنجليزية)